# Ivan Planina
Ivan Planina är en bergskedja i Bosnien och Hercegovina.   Den ligger i entiteten Federationen Bosnien och Hercegovina, i den centrala delen av landet, 28 km väster om huvudstaden Sarajevo.
I omgivningarna runt Ivan Planina växer i huvudsak lövfällande lövskog. Runt Ivan Planina är det ganska tätbefolkat, med 93 invånare per kvadratkilometer.